# Joseph III. (chaldäisch-katholischer Patriarch)
Mar Joseph III. (Timotheos Maraugin; † 23. Januar 1757 in Diyarbakir) war ein Patriarch der Chaldäisch-katholischen Kirche (Patriarchat von Diyarbakir).
Er war zunächst „Zögling der Schule des großen Rom“, d. h. des römischen Kollegs der Propaganda-Kongregation. Unter dem Namen Timotheus wurde er 1696 Metropolit von Diyarbakir und kurz nach dem Tod Mar Josephs II. († 1712) auf dessen Wunsch zum Patriarchen bestellt. Die römische Bestätigung und das Pallium erhielt er 1714. Joseph III. verteidigte die Union mit Rom in Diyarbakir sowie Mardin und weitete sie, unterstützt durch lateinische Missionare, in die Ebene von Mosul aus, wo er persönlich 1723 ca. 3000 Konvertiten gewann. Auf Betreiben seiner konfessionellen Gegner wurde er durch die osmanischen Behörden mehrfach inhaftiert. 1731 aus dem Gefängnis entlassen, reiste er nach Rom und blieb für einige Jahre in Europa. Vor seiner Abreise ordinierte er Basilius Hesro zum Bischof von Mardin († 1738) und Shem'on Kemo für Seert (Siirt). 1741 kehrte er nach Diyarbakir zurück und übte dort sein Amt bis zu seinem plötzlichen Tod 1757 aus.